# Katyński Marsz Cieni

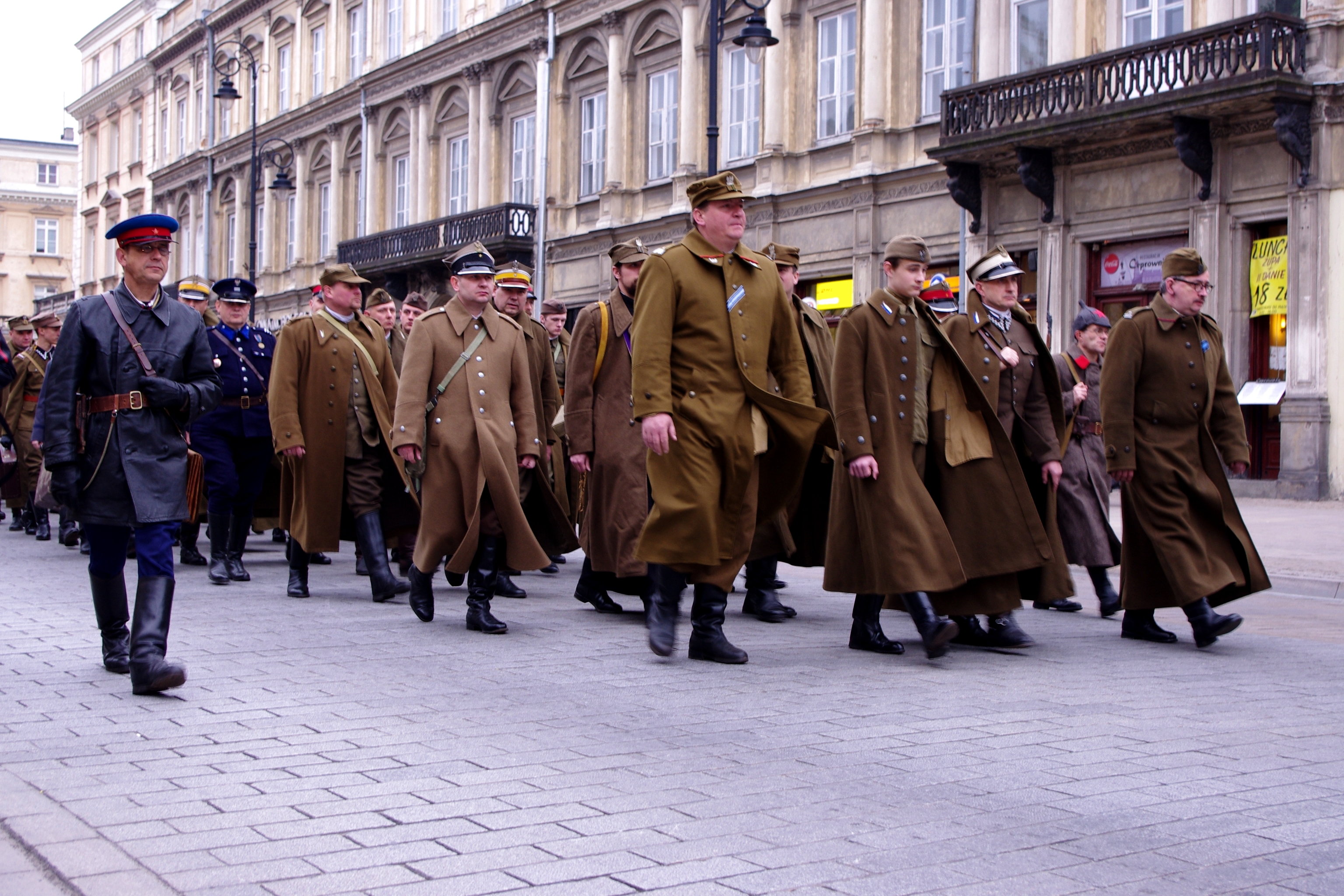
VII Katyński Marsz Cieni w Warszawie, 2014

Katyński Marsz Cieni – doroczny pochód upamiętniający ofiary zbrodni katyńskiej organizowany w Warszawie z okazji obchodów Dnia Pamięci Ofiar Zbrodni Katyńskiej. Organizatorem jest Stowarzyszenie Grupa Historyczna „Zgrupowanie Radosław”, a wśród patronów byli dotąd między innymi Instytut Pamięci Narodowej, Komitet Katyński, Fundacja „Golgota Wschodu” i Stowarzyszenie Rodzina Katyńska w Warszawie.

## Idea

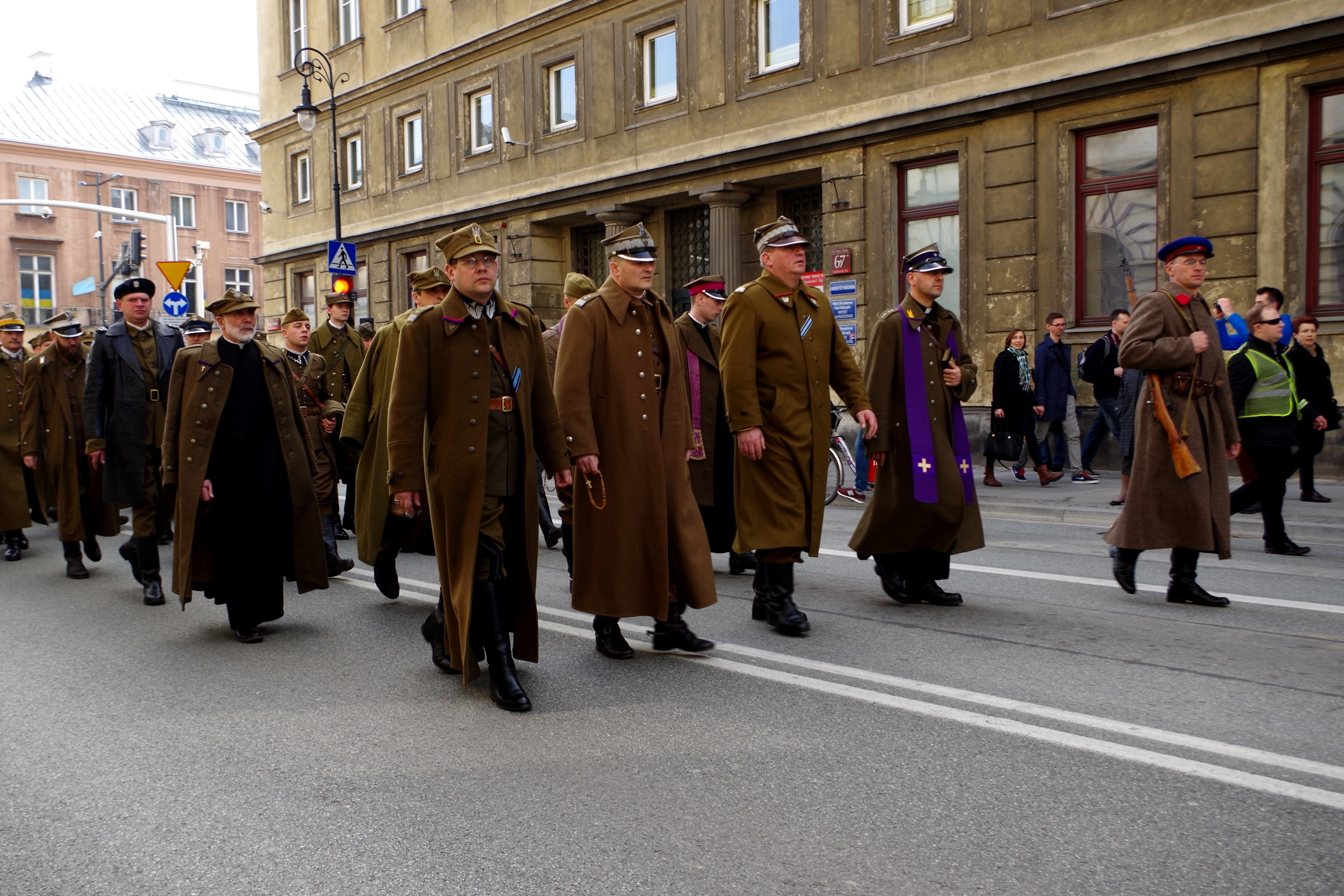
IX Katyński Marsz Cieni w Warszawie, 2016

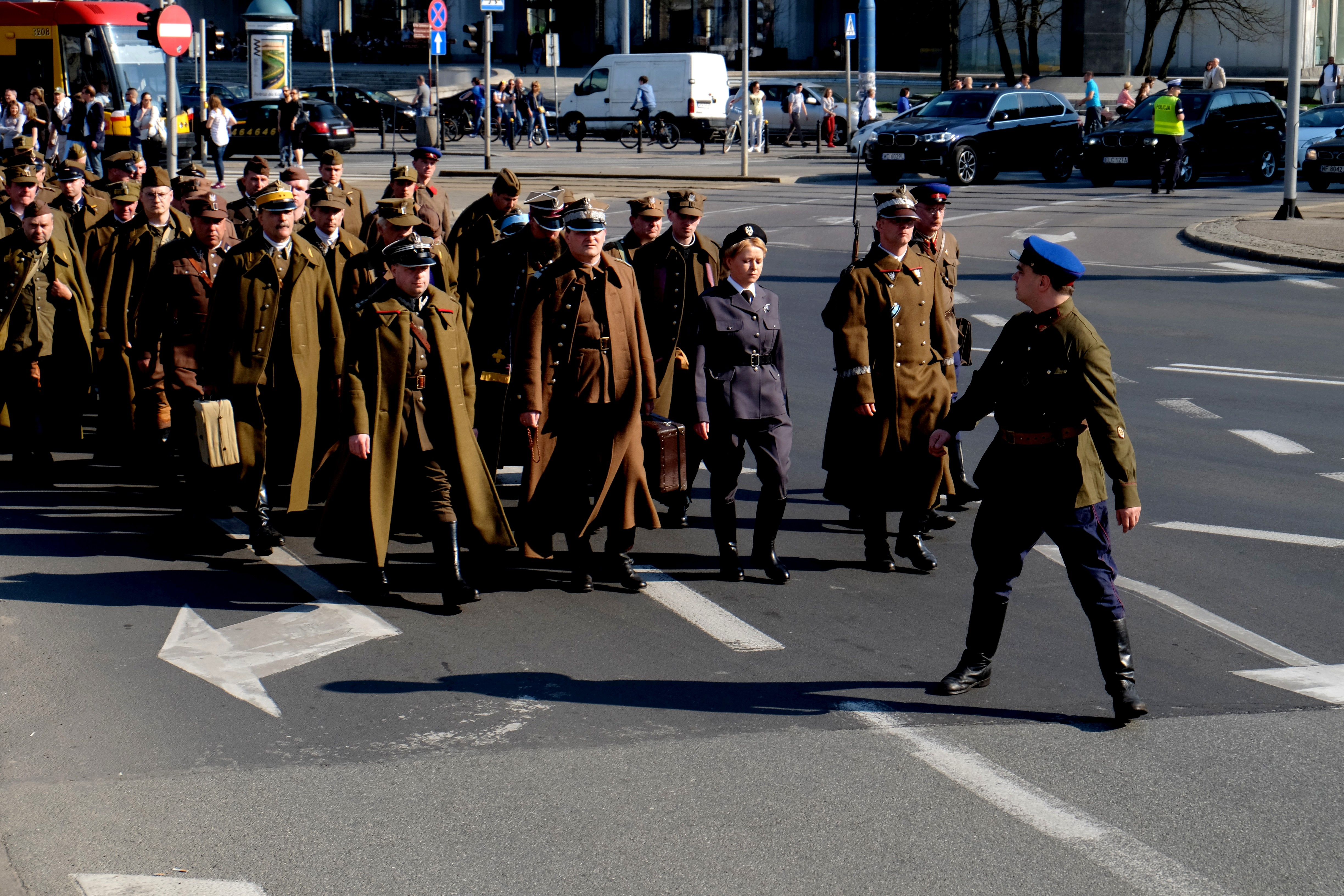
X Katyński Marsz Cieni w Warszawie, 2017

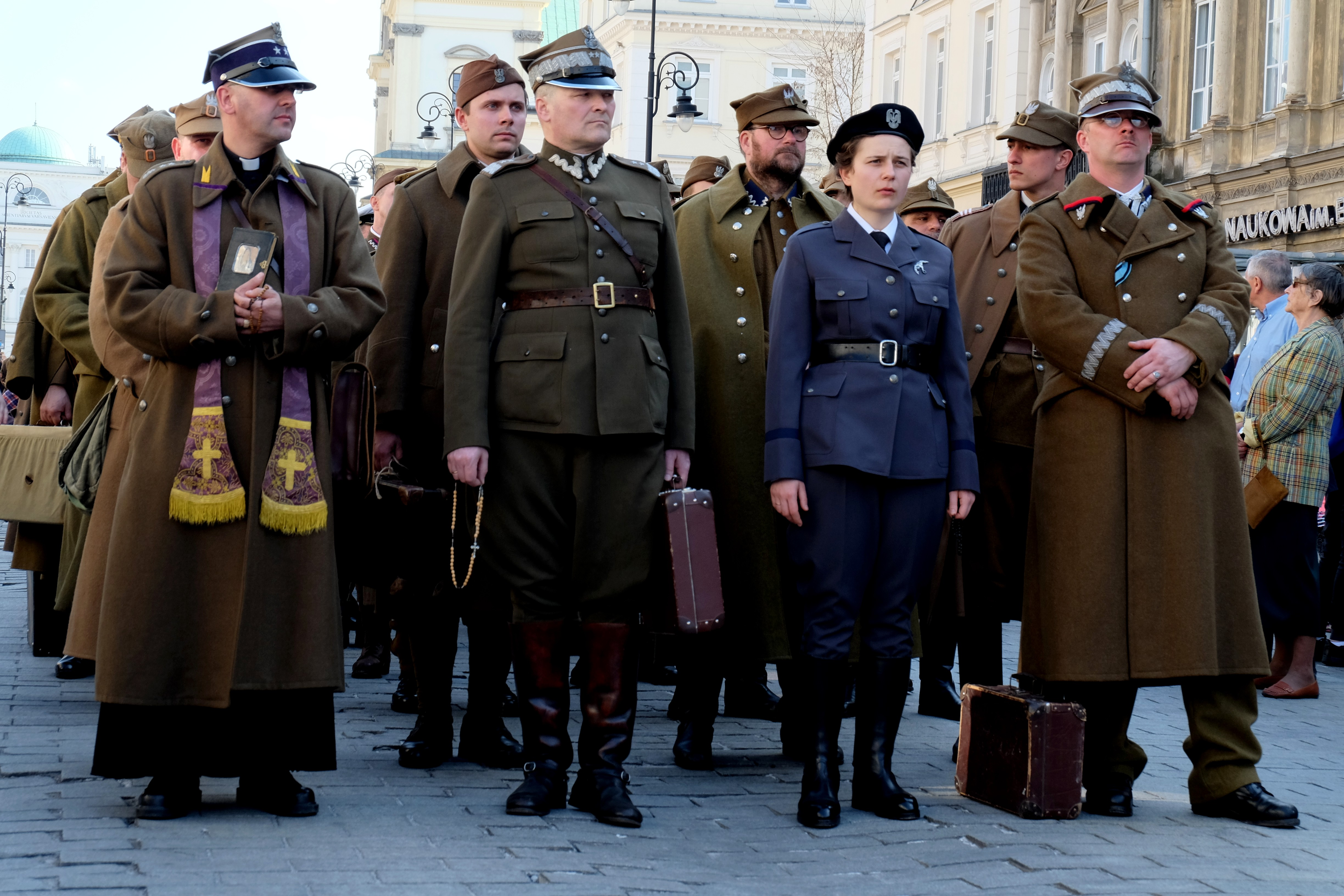
XI Katyński Marsz Cieni w Warszawie, 2018

Marsz organizowany jest dla upamiętnienia polskich oficerów WP, Korpusu Ochrony Pogranicza oraz policji pomordowanych przez sowietów w 1940 r. Pochód tworzą członkowie grup rekonstrukcyjnych w historycznych mundurach polskich oficerów oraz pilnujących ich funkcjonariuszy NKWD, którzy w milczeniu przechodzą spod Muzeum Wojska Polskiego, ul. Krakowskie Przedmieście, placem Zamkowym, Rynkiem Starego Miasta, Barbakanem, ul. Długą, placem Krasińskim i ul. Bonifraterską pod Pomnik Poległym i Pomordowanym na Wschodzie. W trakcie marszu przewidziane są trzy postoje pod bazyliką św. Krzyża na Krakowskim Przedmieściu, na pl. Zamkowym oraz pl. Krasińskich (przed katedrą polową WP) gdzie czytane są fragmenty listów pomordowanych do rodzin, pamiętniki, wspomnienia ocalałych oraz fragmenty list pomordowanych.

## Historia
Pochód organizowany jest od 2008 r. W 2010 r., podczas obchodów 70. rocznicy zbrodni katyńskiej, w związku z katastrofą polskiego samolotu rządowego w Smoleńsku uczestnicy III Katyńskiego Marszu Cieni uczcili także ofiary katastrofy. W 2014 r. do udziału w VII Katyńskim Marszu Cieni w specjalnym liście namawiał gen. bryg. Janusz Brochwicz-Lewiński ps. „Gryf”. W organizacji marszu wzięło wówczas udział 27 grup rekonstrukcyjnych i historycznych. W 2015 r. w VIII Katyńskim Marszu Cieni wzięło udział 200 rekonstruktorów. Patronat honorowy nad marszem pełnił Komitet Katyński, Stowarzyszenie Rodzina Katyńska w Warszawie oraz Fundacja „Golgota Wschodu”. 3 kwietnia 2016 r. ulicami Warszawy przeszedł IX Katyński Marsz Cieni w którym udział wzięło 300 rekonstruktorów, natomiast 2 kwietnia 2017 r. ulicami Warszawy przeszedł X Katyński Marsz Cieni w którym udział wzięło około 400 rekonstruktorów. 8 kwietnia 2018 r. przeszedł XI Katyński Marsz Cieni z udziałem ok. 400 osób. Podobna liczba rekonstruktorów wzięła udział w XII Katyńskim Marszu Cieni 7 kwietnia 2019 r. Planowany na 5 kwietnia 2020 r. XIII Katyński Marsz Cieni został odwołany z powodu pandemii COVID-19. W lipcu organizatorzy poinformowali o przygotowaniach do przeprowadzenia marszu wyjątkowo w terminie jesiennym. Ostatecznie XIII Katyński Marsz Cieni odbył się 20 września 2020 r., upamiętniając 81. rocznicę agresji ZSRR na Polskę. Wzięło w nim udział 150 rekonstruktorów. Planowany na 11 kwietnia 2021 r. XIV Katyński Marsz Cieni również został przełożony na termin jesienny z powodu pandemii, odbył się 19 września 2021 r. XV Katyński Marsz Cieni, z udziałem blisko 300 rekonstruktorów, miał miejsce 3 kwietnia 2022 r. XVI Katyński Marsz Cieni, w którym uczestniczyło ok. 250 osób, przeszedł 16 kwietnia 2023 r. XVII Katyński Marsz Cieni odbył się 14 kwietnia 2024 r. Wzięło w nim udział ponad 250 rekonstruktorów. 13 kwietnia 2025 r. ulicami Warszawy przeszedł XVIII Katyński Marsz Cieni z udziałem 350 rekonstruktorów.
W 2020 r. powstał film dokumentalny pt. Marsz cieni w reż. Lesława Dubrockiego. Za produkcję filmu odpowiadał Instytut Pamięci Narodowej oraz Le Film Lesław Dobrucki.